# ミニー・ウォーレン
ミニー・ウォーレン（Minnie Warren、1849年6月2日 - 1878年7月23日）は、19世紀後半にアメリカ合衆国の名高い興行師、P・T・バーナムの下で活躍した小人症の女性である。

## 生涯
本名はハルダー・ピアース・ウォーレン・バンプ（Huldah Pierce Warren Bump）といい、1849年にマサチューセッツ州ミドルバラで生まれた。ミニーはP・T・バーナムと契約して、サーカスの余興に出演して名声を得た。彼女は、同じくバーナムの下で活躍していた小人症の男性、エドマンド・ニューウェル（1857年7月27日 - 1915年12月23日）と結婚した。しかし、ミニーは1878年7月23日、出産の際に死去した。彼女の遺骸は、生まれ故郷のミドルバラにあるナマスケットヒル墓地（Nemasket Hill Cemetery）に埋葬された。
彼女の実姉ラヴィニア・ウォーレン（本名Mercy Lavinia Warren Bump、1841年 - 1919年11月25日）も同じく小人症で、P・T・バーナムの下で活躍した。ラヴィニアは「親指トム将軍」（General Tom Thumb ）の芸名で知られる小人症の芸人、チャールズ・ストラットン（Charles Sherwood Stratton、1838年1月4日 - 1883年7月15日）と結婚している。 